# Coop Mitt
Coop Mitt (tidigare Konsum Alfa och Konsum Gävleborg) är en konsumentförening. År 2020 hade föreningen 246 000 medlemmar och drev 66 butiker runt om i Gästrikland, Hälsingland, Dalarna, norra Uppland och norra Västmanland.

## Historik
Föreningen har sitt ursprung i Gävle Arbetares konsumtionsförening, grundad 1898. Den första butiken låg i en källare på Första tvärgatan 23. År 1917 slogs Gävle Arbetares konsumtionsförening ihop med Kooperativa bageriföreningen Alfa för att bilda Konsumtionsföreningen Alfa.
Under 1960-talet genomfördes fusioner med mindre närliggande föreningar. 1977 ändrades namnet till Konsumentföreningen Gävleborg.
I början av år 2015 övertog föreningen 39 butiker från Coop Butiker & Stormarknader, främst belägna i Dalarna, men även i norra Västmanland och Uppland. Antalet butiker utökades därmed från 25 till 64 och föreningen fick ett större verksamhetsområde. Senare samma år bytte föreningen därför namn igen och blev Coop Mitt. Den 1 november 2015 uppgick Konsum Norra Dalarna och dess tre butiker i Älvdalens kommun i Coop Mitt.
I augusti 2021 presenterades en omorganisation som innebar att Coop Butiker & Stormarknader togs över av Konsumentföreningen Stockholm och att dess geografiska område krympte. Coop Mitt skulle i samband med detta utöka sitt verksamhetsområde genom att ta över butikerna i Västmanland och Örebro.

## Källhänvisningar
1. ↑  Årsrapport 2020, Coop Mitt
2. ↑  Konsum Gävleborg Arkiverad 5 november 2018 hämtat från the Wayback Machine., Gefle Dagblad, 2 juni 2008
3. ↑  Konsum Gävleborg köper 39 butiker, Gefle Dagblad, 6 november 2014
4. ↑  Konsum Gävleborg blir Coop Mitt Arkiverad 6 november 2018 hämtat från the Wayback Machine., Gefle Dagblad, 21 maj 2015
5. ↑  Konsum Norra Dalarna blir Coop Mitt, Dalarnas Tidningar, 21 oktober 2015